# Шевчук Андрій Вікторович (військовик)
Андрі́й Ві́кторович Шевчу́к — старший солдат Збройних сил України, 80-та бригада. Брав участь в обороні Луганського аеропорту.

## Нагороди
29 вересня 2014 року — за особисту мужність і героїзм, виявлені у захисті державного суверенітету та територіальної цілісності України, вірність військовій присязі під час російсько-української війни, відзначений — нагороджений орденом «За мужність» III ступеня.